# Comuna Chiperceni, Orhei
Comuna Chiperceni este o comună din raionul Orhei, Republica Moldova. Este formată din satele Chiperceni (sat-reședință), Andreevca și Voroteț.

## Geografie
Distanța directă pîna în or. Orhei este de 14 km. Distanța directă pîna în or. Chișinău este de 50 km.

## Demografie
La recensământul din 2004 erau 3 573 de locuitori, dintre care 48,42% - bărbați și 51,58% femei. Compoziția etnică a populației comunei: 98,46% - moldoveni, 1,04% - ucraineni, 0,39% - ruși, 0,03% - găgăuzi, 0,03% - bulgari, 0,06% - alte etnii. În comuna Chiperceni au fost înregistrate 1247 de gospodării casnice în anul 2004, iar mărimea medie a unei gospodării era de 2,9 persoane.
Conform datelor recensământului din 2014, comuna are o populație de 2.786 de locuitori, dintre care 48,8% - bărbați și 51,2% - femei. În comuna Chiperceni au fost înregistrate 975 de gospodării casnice în anul 2014.
| Grup etnic                    | Populație | % Procentaj |
| ----------------------------- | --------- | ----------- |
| Băștinași declarați Moldoveni | 2 690     | 96,8%       |
| Ucraineni                     | 19        | 0,7%        |
| Români                        | 60        | 2,2%        |
| Alții                         | 7         | 0,3%        |
| Total                         | 2.786     |             |

## Administrație și politică
Componența Consiliului local Chiperceni (13 consilieri), ales la 5 noiembrie 2023, este următoarea:
|  | Partid                                            | Consilieri | Componență | Componență | Componență | Componență | Componență | Componență |
|  | ------------------------------------------------- | ---------- | ---------- | ---------- | ---------- | ---------- | ---------- | ---------- |
|  | Partidul „Renaștere”                              | 6          |            |            |            |            |            |            |
|  | Alianța Liberalilor și Democraților pentru Europa | 4          |            |            |            |            |            |            |
|  | Partidul Acțiune și Solidaritate                  | 2          |            |            |            |            |            |            |
|  | Partidul Schimbării                               | 1          |            |            |            |            |            |            |